# Hyperion (Gesaffelstein)
Hyperion è il secondo album in studio del disc jockey francese Gesaffelstein, pubblicato nel 2019.

## Tracce
1. Hyperion – 2:53
2. Reset – 3:25
3. Lost in the Fire (with the Weeknd) – 3:22
4. Ever Now – 1:38
5. Blast Off (with Pharrell Williams) – 3:55
6. So Bad (featuring Haim) – 3:36
7. Forever (featuring The Hacker and Electric Youth) – 4:31
8. Vortex – 2:37
9. Memora – 3:37
10. Humanity Gone – 10:42